# Sem Dresden
Sem Dresden (Amsterdam, 20 d'abril, 1881 – La Haia, 31 de juliol, 1957), va ser un compositor i director d'orquestra neerlandès.

## Biografia
Dresden va estudiar amb Bernard Zweers al Conservatori d'Amsterdam i amb Hans Pfitzner a Alemanya. De 1924 a 1937 va ser director del Conservatori d'Amsterdam, després director del Conservatori Reial de l'Haia. Després de l'ocupació alemanya dels Països Baixos, es va veure obligat pels col·laboradors holandesos a renunciar al seu càrrec a causa dels seus orígens jueus, que després va tornar a ocupar del 1945 al 1949.
La seva obra inclou, entre altres coses: Chorus tragicus per a cor i orquestra, variacions per a orquestra, un concert per a violí, una sinfonietta per a clarinet i orquestra, així com nombroses obres de música de cambra.
Segons l'Institut de Música dels Països Baixos, la seva feina com a músic, professor, administrador i autor va tenir una gran influència en la vida musical holandesa. Ha estat membre de nombroses juntes i comissions i de diverses organitzacions musicals. Les seves contribucions es van publicar a diaris com "De Amsterdammer" i "De Telegraaf" i van aparèixer a la col·lecció d'assaigs "Stromingen en Tegenstromingen in de Muziek" (Corrents i contracorrents de la música) el 1953. La seva "Algemene Muziekleer" (Teoria general de la música) va arribar a onze noves edicions. Entre els seus alumnes hi havia Eduard van Beinum, Cor de Groot, Marius Monnikendam, Jan Mul, Willem van Otterloo, Leo Smit i la compositora Rosy Wertheim.
Sem Dresden és el pare de l'escriptor homònim Sem Dresden (1914–2002).

## Composicions (selecció)
Obres orquestrals

- 1913: Thema en veranderingen per a gran orquestra
- 1936: Concert núm. 1, per a violí i orquestra
- 1938: Symphonietta, per a clarinet i orquestra
- 1939: Concert, per a oboè i orquestra
- 1942: Concert núm. 2, per a violí i orquestra
- 1942: Concert, per a piano i orquestra
- 1949: Concert, per a flauta i orquestra
- 1951: Dansflitsen (Flaixos de dansa), suite per a orquestra
- 1953: Concert, per a orgue i orquestra

Cantates, oratoris i música sacra

- 1939: O Kerstnacht
- 1943: Assumpta est Maria
- 1953: Saint Antoine, oratori
- 1955: Carnavals Cantate per a cor i orquestra d'homes
- 1956: Sint Joris, oratori

Teatre Musical

- 1945: Toto, opereta
- 1957: François Villon, òpera (orquestrada per Jan Mul)

Obra coral i música vocal

- 1905: Drie liedjes, tres cançons per a veu mitjana - text: Jacques Perk
- 1919: Wachterlied, per a cor mixt à capella
- 1927: Chorus Tragicus
- 1953: Den aap en de katte (El mico i el gat), per a cor masculí à capella - Text: Joost van den Vondel
- 1956: Rembrandt van Rijn Saul en David, per a soprano i orquestra

Música de cambra

- 1905: Sonata, per a violí i piano
- 1911: Sextet, per a corda i piano
- 1911–1920: Suites núm. 1-3 per a piano i violí
- 1912: Trio, per a dos oboès i una trompa anglesa
- 1914: Tres sextets, per a instruments de vent i piano
- 1918: Sonata, per a violoncel i piano
- 1918: Sonata, per a flauta i arpa
- 1924: Strijkkwartet núm. 1 [quartet de corda]
- 1924: Strijkkwartet núm. 2 [quartet de corda]

Obres per a piano i orgue

- 1914: Duo, per a dos pianos
- 1950: Hor ai dolor, la segona peça de la sèrie Hommage à Willem Pijper
- sense data: Toccata, koraal & Fuga, alemany: Toccata, Chorale and Fugue